# 492 Ґісмонда

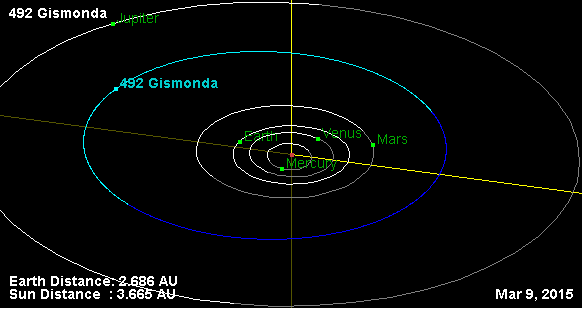

492 Ґісмонда (492 Gismonda) — астероїд головного поясу, відкритий 3 вересня 1902 року Максом Вольфом у Гейдельберзі.
Тіссеранів параметр щодо Юпітера — 3,193.